# Heto-groep
De Heto-groep was een winkelbedrijf dat tien supermarkten met slagerijen en slijterijen exploiteerde in de Nederlandse provincie Gelderland.
De supermarkten werden in 1988 overgenomen door de Drentse winkelketen De Boer. Bij de Heto-groep werkten op dat moment 173 medewerkers.

## Lijst van vestigingen
- Silvolde
- Terborg
- Gendringen
- Dinxperlo
- Doetinchem
- 's-Heerenberg
- Varsseveld
- Ulft
- Didam
- Gaanderen